# Bidessus imitator
Bidessus imitator är en skalbaggsart som beskrevs av Omer-cooper 1953. Bidessus imitator ingår i släktet Bidessus och familjen dykare. Inga underarter finns listade i Catalogue of Life.